# DEFLATE
DEFLATE är en icke-förstörande datakompressionsmetod som använder sig av LZ77-algoritmen och huffmankodning. Algoritmen ligger till grund för filformaten ZIP och gzip.